# Mouncif El Haddaoui
Mouncif El Haddaoui (àrab: مُنصف الحدَّاوي)  (Marroc, 21 d'octubre de 1964 - 15 d'abril de 2024) va ser un futbolista marroquí de la dècada del 1980. Fou internacional amb la selecció del Marroc amb la qual participà en la Copa del Món de futbol de 1986.